# Топонимия Мексики

Карта Соединённых Штатов Мексики (1847)

Топонимия Мексики — совокупность географических названий, включающая наименования природных и культурных объектов на территории Мексики. Структура и состав топонимии страны обусловлены её географическим положением, богатой историей, этническим составом населения и лингвистической ситуацией в стране.

## Название страны
О происхождении топонима «Мексика» существует несколько гипотез, в том числе основанных на топонимических легендах. Согласно одной из них, бог войны и покровитель страны Уицилопочтли имел тайное имя «Мецтли», или «Меши». В этом случае топоним «Мексика» будет означать «место Меши» или «земля войны». По другой версии, название «Мексика» происходит от словослияния астекских слов mētztli («луна») и xīctli («пупок») и, таким образом означает «место в центре Луны», что может аллегорически означать местонахождение Теночтитлана в середине озера Тескоко. Ещё одна гипотеза гласит, что название страны получено от Мектли, богини агавы.
Последние две гипотезы американский лингвист Фрэнсис Карттунен отвергает как несостоятельные. По мнению Карттунена, окончательная форма «Mēxihco» отличается по длине гласных от обоих предполагаемых компонентов. Испанский миссионер и лингвист XVI века Бернардино де Саагун в своих трудах отмечал, что топонимия астекских языков полна мистицизма, и, в свою очередь, дал мистическую интерпретацию: Мексика может означать «центр мира» и во многих сочинениях она представлена как место, куда стекаются все водные течения, которые пересекают Анауак («мир» или «земля, окруженная морями») — в частности, на рисунках в кодексе Мендосы.

## Формирование топонимии

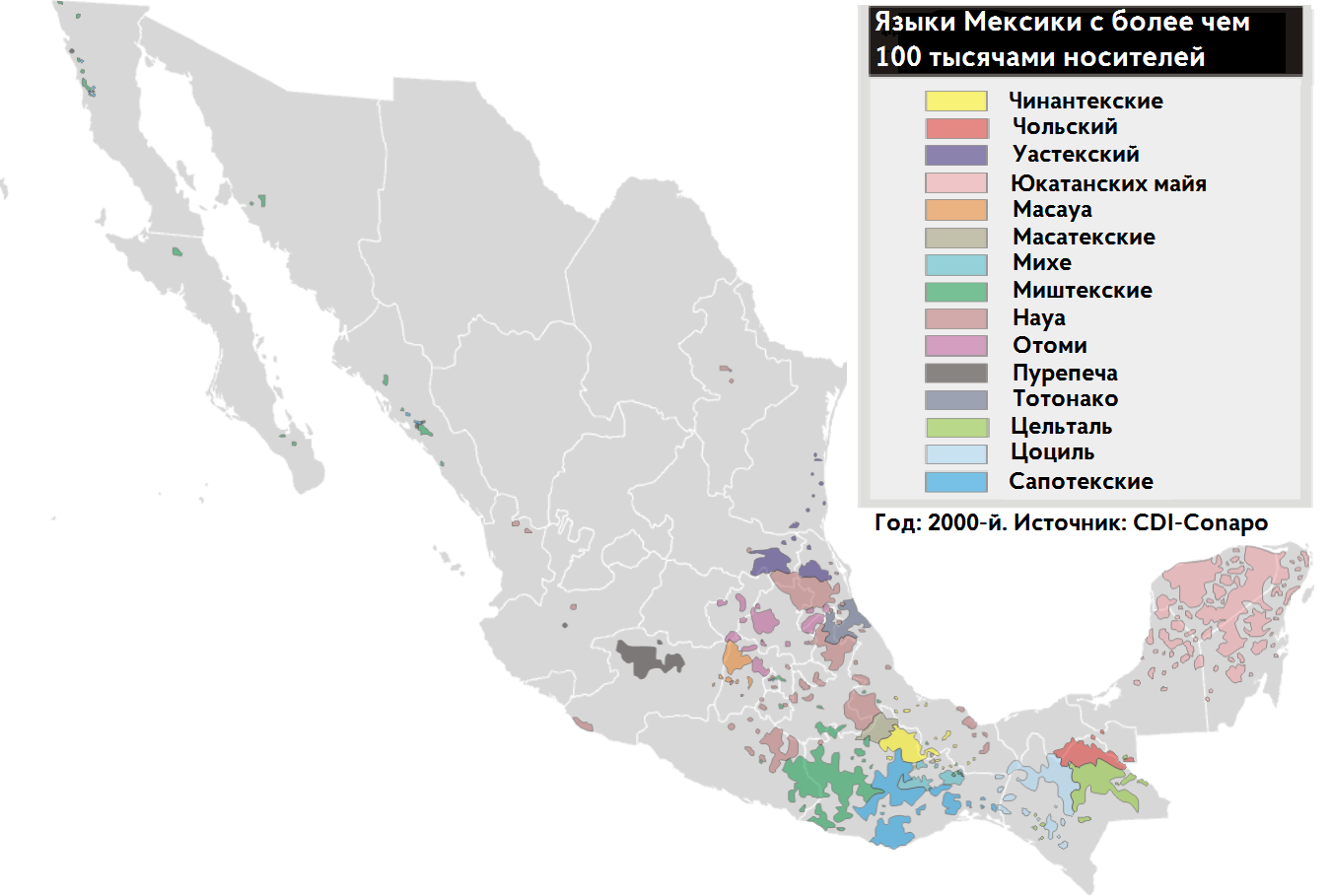
Карта языков индейских народов Мексики с числом носителей более 100 тысяч (2000)

Топонимия Мексики в силу многих причин отличается чрезвычайной разнородностью, при этом в ней можно выделить две основные группы — коренные (аборигенные) топонимы и топонимы европейского (преимущественно испанского) происхождения. Наряду с этими двумя, имеет место и «переходная» категория — латинизированные аборигенные топонимы. Нередки ситуации, когда один и тот же географический объект имеет два или три названия — доацтекское, ацтекское и испанское, поэтому в центральных районах страны топонимисты выделяют три топонимических слоя:
1. доацтекский (до XII века)
2. ацтекский (после XII века)
3. испанский (с XVI века)[4].

Доля говорящих на аборигенных языках в Мексике сравнительно мала по сравнению с другими странами Латинской Америки, при этом аборигенная топонимия Мексики сохранилась достаточно хорошо. Данные по численности и языковому составу аборигенного населения значительно разнятся. Так, по данным комиссии по развитию коренных народов (CDI) и Национального Института Языков Народов (INALI), около 6 % населения Мексики говорят на языках коренных народов, в то время как идентифицирует себя индейцами 10-14 % населения. По оценке И. П. Литвина, в начале 1960-х годов на территории Мексики сохранялось 125 индейских языков и диалектов, а в настоящее время правительство Мексики признаёт 68 отдельных коренных языков (из семи различных семей и четыре других языка-изолята), из которых наиболее изучены языки группы науа, где главной этнической подгруппой являются ацтеки. Майяские языки изучено значительно хуже.
Аборигенные топонимы в стране встречаются почти повсеместно, но наибольшая их концентрация, по оценкам экспертов, приходится на юг Мексиканского нагорья. И. П. Литвин отмечает чёткую корреляцию между проживанием аборигенного населения и наличием аборигенных топонимов: так, на севере страны и в Калифорнии, где индейцев практически не осталось, аборигенные топонимы сравнительно редки. Коренные народы Южной Калифорнии были почти полностью истреблены в ходе испанской колонизации, и в ходе колонизации большинство аборигенных топонимов племён перику, монки и гуайкура были заменены топонимами испанского происхождения. Например, город, называвшийся на языке гуайкура Airapí, был переименован в Ла-Пас, город Añuití — в Сан-Хосе-дель-Кабо, а топоним языка монки Conchó — в Лорето. До настоящего времени сохранились некоторые топонимы с основой на языке кочими — Мулехе, Комонду, Катавинья, Камалу и Великата. Некоторые топонимы с основой на кочими-юманских языках были дословно переведены на испанский, например, Арройо де Леон, чьё первоначальное название на языке килива — Chuwílo Nmi 'Tay (chuwílo = arroyo («поток») и nmi' tay = gran gato o puma («большая кошка» или «пума»)).
Испанцы широко использовали в своих целях носителей астекских языков. В настоящее время топонимы астекского происхождения фиксируются даже в тех местах, где астекские языки не использовались до прихода испанцев, или же не являлись основными языками (Актопан, Тустла-Гутьеррес и т. д.).

## Состав топонимии

### Испаноязычные и гибридные топонимы
Для испаноязычной топонимии Мексики характерно наличие большого числа агиотопонимов, прежде всего имён католических святых и религиозных праздников. К ним относятся, например, Сан-Педро, Сан-Мартин-Тустла, Сан-Хуан, Санта-де-Куале, Санта-Хенсвева, Пенья-Невада, Невада-де-Колима, Сан-Диего, Сан-Лоренсо, Сан-Фернандо, Санта-Мария, Сан-Франциско, Сан-Бартало, Сан-Косме и другие. Подобно другим колониальным державам, прежде всего Великобритании, Испания перенесла в Новый Свет многие названия из метрополии — такие как Кордова, Саламанка, Леон, Гвадалахара, Сарагоса, Вальядолид и др. Имеются достаточно многочисленные группы ойконимов с испанскими формантами -сьюдад («город») и -вилья («село»): Сьюдад-Виктория, Сьюдад-Ронсалес, Сьюдад-Мадеро, Сьюдад-Гарсия, Сьюдад-Гусман, Вилья-Идальго, Вилья-де-Альварес, Вилья-де-Кос, Вилья-де-Браво и другие.
Для испаноязычных топонимов характерны такие форманты как агуа (вода), альто (высокий), асуаль (синий), байя (бухта), бахо (низкий), бланко (белый), валье (долина), верде (зелёный), вьехо (старый), гольфо (залив), кабо (мыс), коста (берег), ларго (длинный), леванто (восточный), лома (холм), льяно (равнина), монте (гора), морено (тёмный), негро (чёрный), норте (северный), нуэво (новый), оксидент (запад), пико (вершина), плана (равнина), пунто (мыс), пуэбло (селение), пуэнто (мост), серро (гора), сьерра (хребет), тьерра (земля), фуэнте (родник) и т. д..
Испанский язык оказал достаточно сильное влияние на аборигенную топонимию Мексики. Это влияние проявилось как в фонетике, так и в морфологии и семантике, а также образовании гибридных испанско-индейских названий. Гибридные топонимы в основном представляют собой объединение основ двух разных языков: Вигастепек (исп. вигас — «стропила», инд. тепек), Гусмантла (Гусман — индоевропейская фамилия, -тла — индейский суффикс), Романтла (Роман — индоевропейское имя, -тла — индейский суффикс). Бадирагуато (название с языка тараско можно перевести как река среди холмов), Сан-Фелипе-Орисатлан (агионим «Сан-Фелипе» + Орисатлан), Мунитепек, Сапотланехо, Мексикильо, Идальготитлан (от имени основателя независимой Мексики Мигеля Идальго-и-Костилья и науальского форманта -титлан). Такие топонимы для Мексики обычны, они встречаются в разных частях страны. Нередки ситуации, когда аборигенное слово под воздействием испанского языка приобретает совершенно иной смысл.

### Топонимы происхождения науа
Из сохранившихся до настоящего времени аборигенных топонимов главенствующее положение занимают топонимы из языков науа. По оценке В. А. Жучкевича, языки группы науа со времён испанской колонизации изменились гораздо меньше, чем языки майя, поэтому топонимы с основой на языках науа узнаются гораздо легче. Для этих топонимов характерно использование таких суффиксов как -ко («в пределах»), -тлан — суффикс обилия и множественности, -титлан и -кан — суффиксы места в значении «между», «среди», притяжательные суффиксы -хуа и -пан и т. д. Иногда в топонимах встречаются комбинации двух или более суффиксов.
Характерные примеры топонимов с основой из языков науа приведены в таблицах.
| Суффикс          | Вариант суффикса | Форма в языках науа                      | Значение                                | Примеры                                                    |
| ---------------- | ---------------- | ---------------------------------------- | --------------------------------------- | ---------------------------------------------------------- |
| -co              | -c               | -co (после согласной) -c (после гласной) | «в пределах»                            | Мехико, Акапулько, Таско, Сочимилько, Чапультепек          |
| -tzingo          | -zingo, -cingo   | -tzin + -co                              | «в почтенном…»                          | Уэхосинго, Чильпансинго, Мексикальсинго, Тулансинго        |
| -tlah            | -tla,            | -tlah, -lah (tras l)                     | «место, засеянное …», «место, полное …» | Камокуаутла, Чиаутла, Тальнепантла                         |
| -tlán            | -tla, -la(n)     | -tlān, -lān (tras l)                     | «место, изобилующее…»                   | Ауакатлан, Саутла, Масатлан, Тласкала                      |
| -tépetl / -tepec | -tepeque         | tepē-tl / tepē-c                         | «гора /в горах …»                       | Попокатепетль, Коатепек, Темаскальтепек, Тлакотепек        |
| -titlán          | -titla           | -ti + -tlan                              | «место между …»                         | Аматитлан, Куаутитлан, Теночтитлан, Минатитлан, Тепатитлан |
| -pán             | -pan, -pa        | -pan                                     | «на»                                    | Апан, Атисапан, Ахочьяпан, Халапа, Тлаплан, Чилапа         |
| -ixco / -ixpan   | -isco / -ixpán   | -īx + -co / -īx + -pan                   | «перед»                                 | Атлиско, Халиско, Темиско, Тлайспан, Тепетлиспан           |
| -tenco           | -tengo           | -tēn + -co                               | «на краю, на берегу»                    | Атенко, Тьянгистенко, Текескитенко                         |
| -can             | -cán / -ca       | -cān                                     | «где»                                   | Колуакан, Теотиуакан, Толука                               |
| -man             | -mán / -ma       | -mān                                     | возможно «распространяться, разбросаны» | Толиман, Аколман, Колима, Остоман                          |
| -yan             | -ya              | -yān                                     | «где + (безличный глагол)»              | Альмолоя, Калимая, Темоая, Такубая                         |

Наряду с суффиксами, встречаются топонимы с аффиксами из языков науа.
| Аффикс | Варианты аффикса | Форма в языках науа | Значение       | Примеры            |
| ------ | ---------------- | ------------------- | -------------- | ------------------ |
| a-     | al-              | ā- / āl-            | «вода»         | Атенко, Альтепетль |
| tlal-  | tal-             | tlāl-               | «земля, почва» | Тлальпан           |
| cal-   |                  | cal-                | «дом»          | Куаутитлан-Искальи |
| cuau-  | cuauh-           | cuauh-              | «дерево, лес»  | Куаутитлан-Искальи |

### Топонимы миштекского происхождения
Топонимы с основой на миштекских языках сконцентрированы в регионе Ла-Миштека, который включает восточную часть штата Герреро, южную часть штата Пуэбла и западную — Оахака — традиционные территории обитания миштекских племён. Особенно широко миштекская топонимия распространена в Оахаке, где многие муниципалитеты имеют названия миштекского происхождения или смешанные, включающие компоненты, добавленные к первоначальному аборигенному названию.
На территории региона идёт процесс замещения миштекских топонимов, либо путём «науатизации» коренных топонимов, либо путём их полной замены. Примером «науатизации» является Сантьяго-Тилантонго — город и муниципалитет в штате Оахака, где находятся останки одного из крупнейших миштекских поселений доиспанского периода. На миштекских и науа языках этот город называется Лугар-де-ла-Негрура, хотя миштекское название полностью переводится как Негрура — Храм Неба. Ещё один пример — город Габино Барреда в муниципалитете Сан-Херонимо-Хаякатлан, штат Пуэбла. Этот город до 1903 года носил миштекское имя Юкуюси (Yucuyuxi) и был переименован по указу законодательного собрания штата Пуэбла в честь Габино Барреда — основателя Национальной подготовительной школы в Мехико.

### Топонимы пурепечского происхождения
Топонимия пурепечского происхождения встречается в основном в штате Мичоакан и прилегающих к нему районах. До испанского завоевания в этих местах располагалось государство индейцев-тарасков, столицей которого был город Цинцунцан возле озера Пацкуаро. Территория государства занимала почти весь нынешний штат Мичоакан, а также значительные районы штатов Гуанахуато и Герреро, части штатов Мехико, Керетаро и Халиско.
К числу пурепечских топонимов относятся такие как Пацкуаро, Парикутин, Юририя, Уирамба, Сакапу, Уруапан, Пенхамо. Кроме того, из языка пурепеча происходит название города Гуанахуато, от которого был назван штат, которое означает «место, где обитают лягушки» или «место, где много холмов», и Керетаро, что означает «игра в мяч». Такие топонимы пурепечского пороисхождения как Авандаро, Сирандаро, Керетаро, Чипукьяро, Акамбаро, Уанимаро, Пуруандиро, характеризуются наличием фонемы / r /, которая нетипична для мезоамериканских языков, отличных от пурепеча.
Для языка пурепеча характерен формант Х-cuaro — «место, где был сделан Х», например топоним Пацкуаро (исп. Pátzcuaro) некоторые лингвисты интерпретируют как «Где камни (боги) на входе, где создается чернота», что может означать «вход в рай».

### Топонимы майяского происхождения
Язык майя и, соответственно, майяская топонимия значительно отличаются от других индейских языков и основанной на них топонимии. Язык майя — агглютинативный, расшифровка и интерпратция майяских топонимов связана со значительными трудностями. Как отмечает И. П. Литвин, нередки ситуации, когда расшифровка составных частей майяского топонима не даёт возможности для интерпретации топонима в целом. Например, топоним Майяпан можно интерпретировать двояко:1)"знамя майя" (maya — «майя», pan — «стяг») 2)"мало знамён" (ma — «нет», ya (yab)- «достаточное количество», pan — «знамя»), топоним Акабчен можно интерпретировать и как «ночной водоём», и как «только твоя рука».
Топонимия майяского происхождения в основном ограничена южной третью Мексики: в штате Юкатан — Канасин, Тисимин, Уман, Тикуль, Текаш, Хунукма, Мотуль, Ошкуцкаб, Пето, Исамаль, Чемаш, Машкану, Муна, Тишкокоб, Акансех, Акиль; в штате Кинтана-Роо — Косумель, Тулум, Кантунилькин, Чунууб, Бакалар, Тихосуко, Четумаль; в штате Кампече — Чампотон, Калькини, Цитбальче, Хесельчакан, Помуч; штат Чьяпас, а также ряд топонимов в штатах Сан-Луис-Потоси (такие как Тамуин и Танкуаялаб) и Табаско (Баланкан или Теносике). Для этой топонимии являются типичными определённые окончания (-m, -b), а также открытые и придыхательные согласные. Майяская топонимия имеется также на территории Гватемалы и Белиза, а также в некоторых местах Гондураса и Сальвадора.

### Многозначные топонимы
Многие города Мексики, наряду с испаноязычными, имеют также и аборигенные названия, которые не являются официальными, например:
- Мехико: Mondö на языке отоми, Bondo на масауа, Ñuu Koy’o на миштекском и Теночтитлан ([tenoːtʃˈtitɬan]) на языке науа;
- Толука: Nzehñi на языке отоми, Zúmi на масауа и Imbómáani на матлацинка;
- Сантьяго-де-Керетаро: Ndämaxei на языке отоми, K’erhiretarhu на пурепеча и Tlachco на языке науа;
- Эрмосильо: Hezitmísoj на языке сери, Pitic на языке науа и Hoomi на языке яки;
- Пуэбла-де-Сарагоса: Cuetlaxcoapan на языке науа, Ñuu Yuta Ndio’oan на миштекском, Ndema на языке отоми и Kilhpanachúchut на тотонако;
- Оахака: Ñuu Ñunduva на миштекском, La’a на сапотекском;
- Морелия: Anhangarhio на пурепеча и Animaxe на масауа.

### на русском языке
- Жучкевич В.А. Общая топонимика. Издание 2-е, исправленное и  дополненное. — Минск: Вышэйная школа, 1968. — С. 432.
- Инструкция по русской передаче географических названий стран испанского языка / Сост. И. П. Литвин; Ред. К. Т. Бойко. — М., 1975. — 108 с.
- Литвин И.П. Географические названия Мексики // Вопросы географии : сборник. — 1962. — № 58. — С. 139—150.
- Никонов В.А. Краткий топонимический  словарь. — М.: Мысль, 1966. — 509 с. — 32 000 экз.
- Поспелов Е. М. Географические названия мира. Топонимический словарь / отв. ред. Р. А. Агеева. — 2-е изд., стереотип. — М.: Русские словари, Астрель, АСТ, 2002. — 512 с. — 3000 экз. — ISBN 5-17-001389-2.
- Поспелова Н.М.,Чеснокова О.С. Топонимика Мексики:названия  штатов  и их столиц // Вестник Российского Университета Дружбы Народов. Серия:Русский и иностранный языки и методика  их преподавания : журнал. — 2005. — № 1. — С. 227—237.
- Словарь географических названий зарубежных стран / А. М. Комков. — М.: Недра, 1986. — 459 с.

### на других языках
- Tibón, Gutierre (1980 2a edición), Historia del nombre y de la fundación de México, México: Fondo de Cultura Económica. ISBN 9681602951 ISBN 9789681602956